# Episodi di Tutti amano Raymond (terza stagione)
La terza stagione della serie televisiva Tutti amano Raymond è stata trasmessa in prima visione negli Stati Uniti d'America da CBS dal 21 settembre 1998 al 24 maggio 1999 e in Italia da Canale 5 dal 22 agosto 1999.
| nº | Titolo originale    | Titolo italiano          | Prima TV USA      | Prima TV Italia  |
| -- | ------------------- | ------------------------ | ----------------- | ---------------- |
| 1  | The Invasion        | L'invasione              | 21 settembre 1998 | 22 agosto 1999   |
| 2  | Driving Frank       | Frank al volante         | 28 settembre 1998 | 28 agosto 1999   |
| 3  | The Sitter          | La baby sitter           | 5 ottobre 1998    | 29 agosto 1999   |
| 4  | Getting Even        | La vendetta              | 12 ottobre 1998   | 4 settembre 1999 |
| 5  | The Visit           |                          | 19 ottobre 1998   |                  |
| 6  | Halloween Candy     | Dolcetto o scherzetto    | 26 ottobre 1998   | 5 settembre 1999 |
| 7  | Moving Out          |                          | 2 novembre 1998   |                  |
| 8  | The Article         |                          | 9 novembre 1998   |                  |
| 9  | The Lone Barone     |                          | 16 novembre 1998  |                  |
| 10 | No Fat              |                          | 23 novembre 1998  |                  |
| 11 | The Apartment       |                          | 7 dicembre 1998   |                  |
| 12 | The Toaster         |                          | 14 dicembre 1998  |                  |
| 13 | Ping Pong           | La terapia del ping pong | 11 gennaio 1999   | 13 novembre 1999 |
| 14 | Pants On Fire       |                          | 18 gennaio 1999   |                  |
| 15 | Robert's Date       | La compagna di Robert    | 1º febbraio 1999  | 20 novembre 1999 |
| 16 | Frank's Tribute     | Tributo a Frank          | 8 febbraio 1999   | 27 novembre 1999 |
| 17 | Cruising with Marie | In crociera con Marie    | 15 febbraio 1999  | 11 dicembre 1999 |
| 18 | Ray Home Alone      | Traumi infantili         | 22 febbraio 1999  | 18 dicembre 1999 |
| 19 | Big Shots           |                          | 1º marzo 1999     |                  |
| 20 | Move Over           |                          | 15 marzo 1999     |                  |
| 21 | The Getaway         |                          | 5 aprile 1999     |                  |
| 22 | Working Girl        |                          | 26 aprile 1999    |                  |
| 23 | Be Nice             |                          | 3 maggio 1999     |                  |
| 24 | Dancing with Debra  | Ballando con Debora      | 10 maggio 1999    | 21 aprile 2000   |
| 25 | Robert Moves Back   |                          | 17 maggio 1999    |                  |
| 26 | How They Met        | Come ci siamo conosciuti | 24 maggio 1999    |                  |